# Aleksandr Vasiunov
Aleksandr Vasiunov, född 22 april 1988 i Jaroslavl, Ryssland, död 7 september 2011 utanför Jaroslavl, Ryssland, var en rysk professionell ishockeyspelare som senast spelade för Lokomotiv Jaroslavl i KHL. Han spelade även för NHL-laget New Jersey Devils och dess farmarlag Lowell Devils i AHL.

## Död
Vasiunov var den 7 september 2011 ombord på ett passagerarflygplan som kraschade i staden Jaroslavl klockan 16:05 MSK under en flygning mellan Yaroslavl-Tunoshna Airport (IAR) och Minsk-1 International Airport (MHP). Hans lag Lokomotiv Jaroslavl var på väg till en bortamatch i Minsk. Efter att planet lyfte från flygplatsen kunde det inte nå tillräckligt hög höjd och kraschade in i en ledning innan det störtade i floden Volga.